# Wstęgi Bollingera

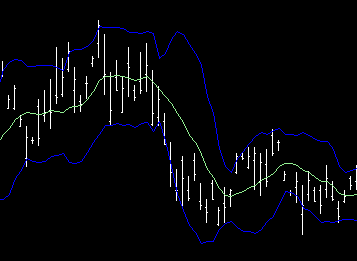
Przykładowa wstęga Bollingera o okresie 10-dniowym i odstępie 2 odchyleń standardowych

Wstęgi Bollingera to narzędzie analizy technicznej wynalezione przez Johna Bollingera na początku lat 80. XX wieku. Powstały one na podstawie obserwacji, że zmienność cen jest dynamiczna, a nie statyczna. Zadaniem wstęg jest określanie względnych dołków i szczytów cenowych. Czyli według definicji cena osiąga szczyt przy górnej wstędze, a dołek przy dolnej.
Wstęgi Bollingera składają się z:
- środkowej wstęgi – będącej n-okresową średnią ruchomą
- górnej wstęgi – będącej k-krotnością n-okresowego odchylenia standardowego powyżej środkowej wstęgi
- dolnej wstęgi – będącej k-krotnością n-okresowego odchylenia standardowego poniżej środkowej wstęgi

Standardowo przyjmuje się: n = 20 i k = 2.
Wstęgi Bollingera są pomocnym i bardzo efektywnym narzędziem przy podejmowaniu decyzji inwestycyjnych. W praktyce obserwuje się odległość górnej wstęgi od dolnej i przez to określa się zmienność rynku – gdy zmienność ta jest duża wówczas dobrą strategią jest sprzedawanie przy górnej wstędze i kupowanie przy dolnej. Jeśli wstęgi są bardzo blisko siebie, znaczy to że rynek jest w konsolidacji – w tej sytuacji należy poczekać na wybicie oraz otwarcie się wstęg.